# Oxbridge

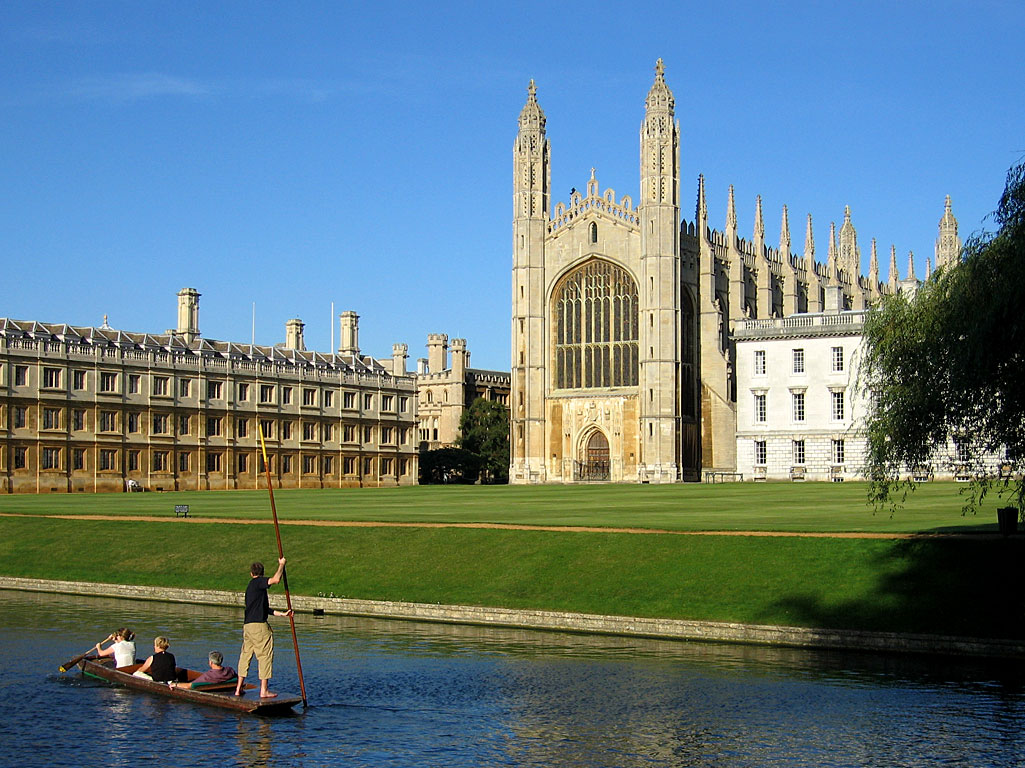
La cappella del King's College di Cambridge, il simbolo della città

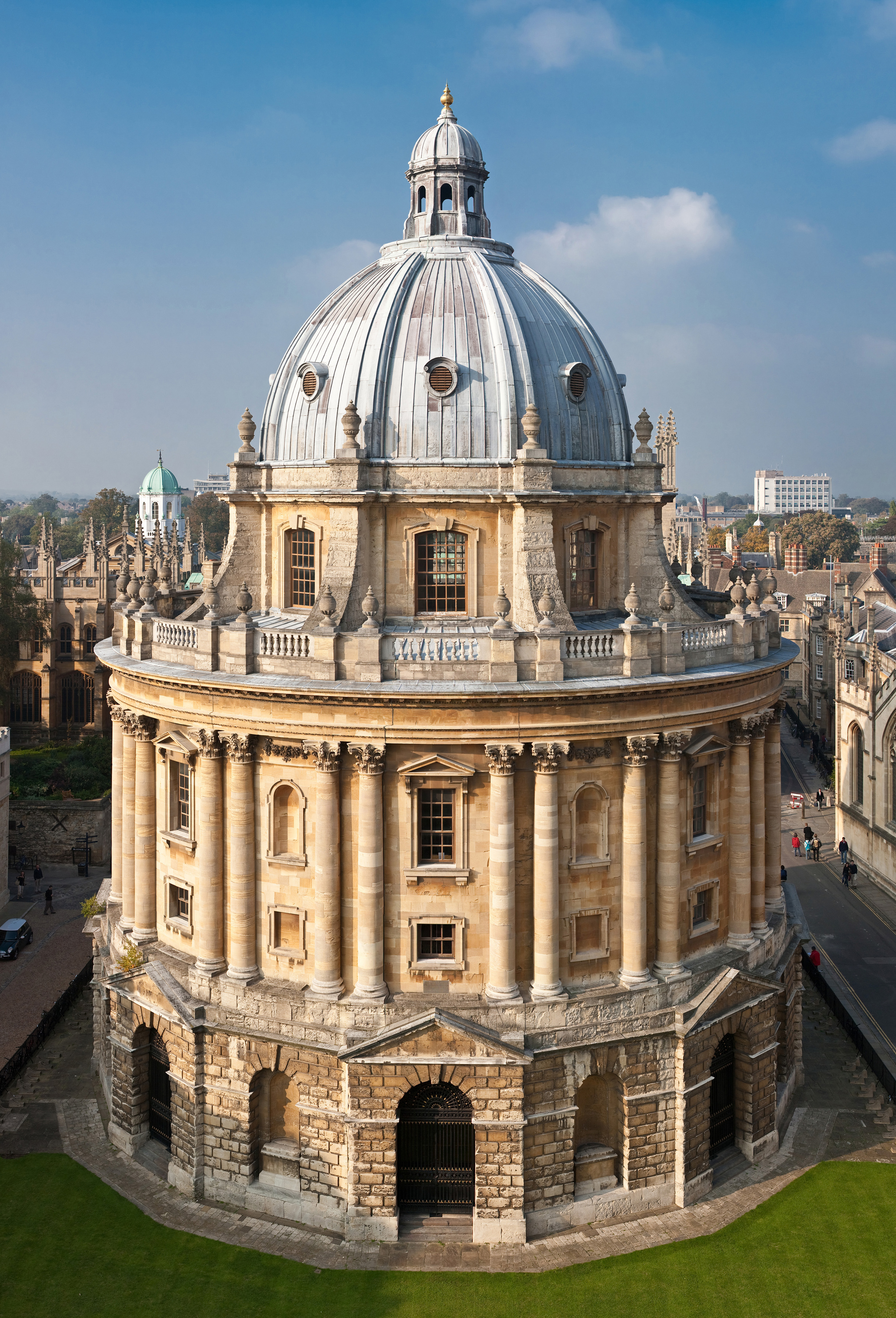
La Radcliffe Camera, edificio-simbolo dell'università di Oxford

Oxbridge, composto di Oxford e Cambridge, è un termine con il quale si indicano le due università collettivamente, spesso in riferimento al loro prestigio e alla loro autorevolezza.

## Significato
Il termine deriva in parte dalle numerose caratteristiche che le due università hanno in comune. Con oltre 750 anni di storia, Cambridge e Oxford sono le due  più antiche università d'Inghilterra e fino al XIX secolo sono state le uniche università del Paese. Dai loro corsi sono usciti molti dei maggiori scienziati, scrittori e politici britannici e molti altri personaggi di rilievo in altri campi.
Entrambe le università, inoltre, hanno un sistema di college simile, con l'università concepita come una "cooperativa" di singoli college. La parola, inoltre, può essere usata anche con accezione dispregiativa per riferirsi alle classi sociali più elevate, che in passato facevano la parte del leone nelle iscrizioni alle due università.

## La rivalità fra i due atenei
Uno dei motivi che hanno fatto nascere il termine è la rivalità fra le due università: quella di Cambridge, infatti, fu fondata da ex-studenti usciti polemicamente da quella di Oxford.
La rivalità si è protratta nel tempo anche per alcune forme di competizione diretta, come ad esempio la Regata Oxford-Cambridge, che si tiene dal 1829 e dal 1856 ha assunto cadenza annuale. I due atenei, inoltre, si confrontano nel Varsity Match, una partita di rugby che si disputa allo stadio di Twickenham. I due eventi sono le uniche competizioni sportive universitarie con un pubblico che va oltre le università stesse e vengono ampiamente seguiti dai mass media.

## Origini del termine
L'origine del termine è però abbastanza recente. Nel romanzo di William Thackeray Pendennis, pubblicato per la prima volta nel 1849, il protagonista frequenta il "Boniface College" di Oxbridge: secondo l'Oxford English Dictionary la parola viene registrata per la prima volta in questa occasione, probabilmente perché fino al 1832 Oxford e Cambridge erano le uniche università d'Inghilterra e dunque il termine "università" sarebbe stato sufficiente per riferirsi a entrambe.
In Pendennis viene introdotto anche il termine Camford, un'altra combinazione dei nomi delle due città che però non ha mai raggiunto il livello di diffusione di Oxbridge. La parola è stata usata in senso dispregiativo nel saggio Una stanza tutta per sé di Virginia Woolf.
Alcuni critici sociali del Regno Unito, come ad esempio Carole Cadwalladr, usano inoltre "Oxbridge" o "Il club di Oxbridge" per indicare le associazioni di alunni.